# Анатолиј Јонов
Анатолиј Семјонович Јонов (рус. Анатолий Семёнович Ионов; Ногинск, 23. мај 1939 — Електростаљ, 12. мај 2019) био је совјетски и руски хокејаш на леду и хокејашки тренер који је током каријере играо на позицијама деснокрилног нападача. Двоструки је светски првак и олимпијски победник, Заслужни мајстор спорта Совјетског Савеза од 1965. године и члан Куће славних руског хокеја од 2014. године.
Иако је највећи део играчке каријере провео у редовима хокејашке екипе из града Електростаља за коју је одиграо 9 сезона, највеће успехе остварио је као играч московског ЦСКА за који је играо у периоду 1963−1970 и са којим је освојио чак пет титула националног првака Совјетског Савеза. У совјетском првенству одиграо је око 300 утакмица уз учинак од 139 постигнутих голова. 
У дресу сениорске репрезентације Совјетског Савеза играо је током шест сезона, укључујући и два светска првенства (1965. и 1966) и један олимпијски турнир (ЗОИ 1968. у Греноблу). На сва три такмичења совјетски тим је освојио златне медаље. За совјетску репрезентацију одиграо је укупно 51 утакмицу и постигао 14 голова (на олимпијским играма и светским првенствима одиграо је 14 утакмица). 
По окончању играчке каријере успешно је завршио спортску академију и стекао звање хокејашког тренера. Као тренер је радио три сезоне у екипи Кристала, а потом је од 1998. до 2009. обављао функцију председника клуба.